# Elachertus tumidiscapus
Elachertus tumidiscapus är en stekelart som beskrevs av Askew 1982. Elachertus tumidiscapus ingår i släktet Elachertus och familjen finglanssteklar.
Artens utbredningsområde är Madeira. Inga underarter finns listade i Catalogue of Life.